# Ешлі Сімпсон
Ешлі Ніколль Росс-Несс, відома як Ешлі Сімпсон (англ. Ashley Nicolle Ross-Næss; нар. 3 жовтня 1984, Вейко, Техас, США) — американська співачка, авторка пісень, акторка і танцюристка. У 15-річному віці почала з'являтися у телерекламах. Пізніше виконала роль у сімейній драмі 7th Heaven. Свій дебютний альбом «Autobiography» впустила у 2004; після цього випустила платівку «I Am Me» (2005) та «Bittersweet World» (2008).

## Біографія
Народилася 3 жовтня 1984 у місті Вейко штату Техас, США. Дочка Тіни Енн (до шлюбу Дрю) та Джозефа Труетта "Джо" Сімпсонів, колишнього психолога. Має страшу сестру Джессіку (співачка та акторка). У 3-річному віці почала ходили на уроки балету.
У квітні 2008 заручилася із співаком Пітом Вентцем. Весілля відбулося 17 травня 2008.

## Дискографія
Студійні альбоми
- Autobiography (2004)
- I Am Me (2005)
- Bittersweet World (2008)

## Фільмографія
| Рік       |    | Українська назва                 | Оригінальна назва                  | Роль                         |
| --------- | -- | -------------------------------- | ---------------------------------- | ---------------------------- |
| 2014      | мф | Білка і Стрілка: Місячні пригоди | Belka and Strelka: Moon Adventures | Стрілка (голос)              |
| 2013      | ф  | Хроніки ломбарду                 | Pawn Shop Chronicles               | Тереза                       |
| 2009—2010 | с  | Район Мелроуз                    | Melrose Place                      | Вайолет Фостер (13 епізодів) |
| 2009      | с  | Місце злочину: Нью-Йорк          | CSI: NY                            | Ліла Вікфілд (1 епізод)      |
| 2005      | ф  | Нерозкрите                       | Undiscovered                       | Клеа                         |
| 2004      | кф |                                  | Icebreakers: Spa Day               |                              |
| 2002—2004 | с  | На сьомому небі                  | 7th Heaven                         | Сесілія Сміт (40 епізодів)   |
| 2002      | ф  | Ціпонька                         | The Hot Chick                      | Монік                        |
| 2001      | с  | Малькольм у центрі уваги         | Malcolm in the Middle              | школярка (1 епізод)          |

### Музичні відео
| Рік  | Назва                    |
| ---- | ------------------------ |
| 2012 | Bat for a Heart          |
| 2007 | Outta My Head (Ay Ya Ya) |
| 2006 | Invisible                |
| 2005 | L.O.V.E.                 |
| 2005 | Boyfriend                |
| 2004 | La La                    |
| 2004 | Shadow                   |
| 2004 | Pieces of Me             |